# Luciano Albertini (attore)
Luciano Albertini, pseudonimo di Francesco Vespignani (Lugo, 30 novembre 1882 – Budrio, 6 gennaio 1945), è stato un attore, regista e produttore cinematografico italiano; interpretò i personaggi di Sansone e Maciste.

## Biografia
Nasce a Lugo col nome di Francesco Vespignani, figlio del cappellaio Domenico, originario di Piancaldoli (alta valle del Sillaro, nell’Appennino imolese) e di Maria Nenci. Fu il secondo di tre figli. Amante degli sport ginnici, si allenò presso la Virtus di Forlì. Conseguito il diploma in una scuola tecnica, 
fu militare nella Regia Marina. 

Nei primi anni del nuovo secolo era in Francia a perfezionarsi nell'arte ginnastica alla scuola Pechin di Lione. Nel paese transalpino, inoltre, lavorò come acrobata nel circo del tedesco Paul Busch, dove formò la troupe Albertini, un gruppo di otto esperti trapezisti che per la prima volta eseguirono la «spirale della morte». Sempre nel circo conobbe sua moglie Domenica Meirone. Il matrimonio fu celebrato l'8 luglio 1905 a Marsiglia.
Nel 1913 iniziò la sua carriera nel cinema. Debuttò con una piccola parte nel film Spartaco, prodotto dalla Pasquali Film di Torino. Nel 1917 passò alla concorrente Ambrosio Film, con la quale girò nel 1917 il suo primo film da protagonista, La spirale della morte, ispirato al famoso numero acrobatico da lui ideato all'epoca dell'attività circense.
Chiamato alle armi nel corso della prima guerra mondiale, riprese l'attività cinematografica nel 1918, e tornato alla Pasquali, ripartì con Sansone contro i Filistei, primo film della serie sul forzuto eroe. Albertini interpretò il personaggio in altre pellicole: due nel 1919 (tra cui Sansone e la ladra di atleti, dove Albertini recitò insieme al campione del ciclismo Costante Girardengo) e ben sette nel 1920, conquistando una notevole popolarità. Sansone non era solo ma aveva una moglie, Sansonette (Linda Albertini) e due figli, interpretati dagli attori bambini Arnold e Aldo Mezzanotte. Oltre a Spartaco e Sansone, l'attore lughese diede il proprio volto anche a Maciste, che interpretò in quattro film.
Nel 1919 diede vita con il torinese Giovanni Bertinetti all'Albertini Film, casa di produzione che lanciò una ventina di film e che, tra l'altro, produsse quello che da molti è ritenuto il primo film horror italiano, Il mostro di Frankenstein (1920). Successivamente emigrò in Germania, dove svolse un'intensa e importante attività cinematografica, sia come produttore (a Berlino creò l'Albertini-Film GmbH) che come interprete, fino al 1932.
Nel 1924 girò anche un film negli Stati Uniti, dal titolo The Iron Man diretto da Jay Marchant e prodotto dalla Universal, ma oltreoceano non ottenne il successo sperato.
Nel 1932 interpretò il suo unico film parlato, Hanno pignorato mia moglie. Di lì a poco si concluse sua carriera: ciò fu dovuto principalmente a problemi di salute generati da una dipsomania. Afflitto da problemi economici e psichici, Albertini tornò in Italia; trascorse i suoi ultimi anni di vita ricoverato in un ospedale psichiatrico di Budrio, nel Bolognese, dove morì nel 1945.

## Filmografia parziale

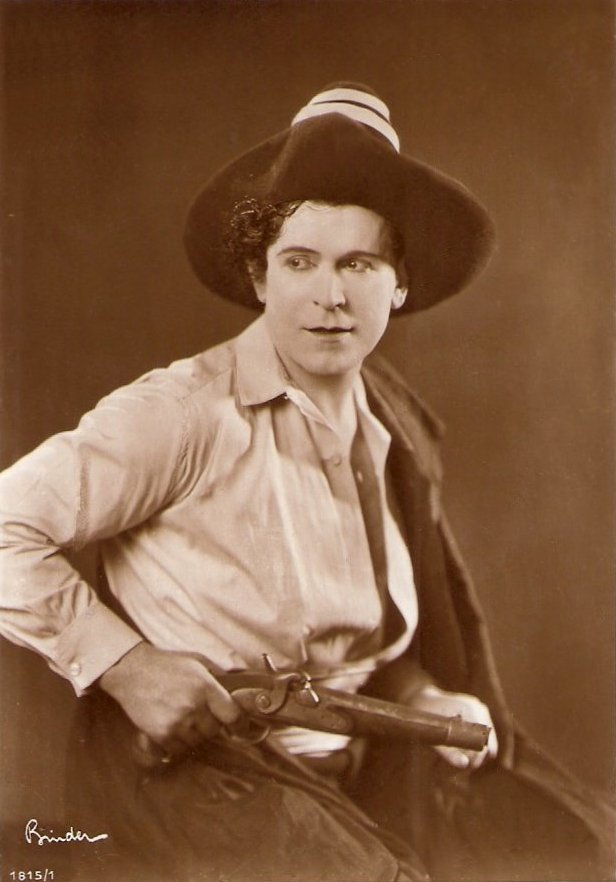
Luciano Albertini nel 1927-28.

### Attore
Film muti
- Spartaco, regia di Giovanni Enrico Vidali (1913) - non accreditato
- Assunta Spina, regia di Francesca Bertini e Gustavo Serena (1915)
- La spirale della morte, regia di Filippo Costamagna e Domenico Gambino (1917)
- Sansone contro i Filistei, regia di Domenico Gaido (1919)
- I quattro moschettieri, regia di Filippo Costamagna (1919)
- Il protetto della morte, regia di Filippo Costamagna (1919)
- Il re dell'abisso, regia di Riccardo Tolentino (1919)
- Sansone e la ladra di atleti, regia di Amedeo Mustacchi (1919)
- Sansone muto, regia di Filippo Costamagna (1919)
- I figli di Sansonia, regia di Filippo Costamagna (1920)
- Sansone burlone, regia di Filippo Costamagna (1920)
- Sansonette amazzone dell'aria, regia di Giovanni Pezzinga (1920)
- Il mostro di Frankenstein, regia di Eugenio Testa (1920)
- Sansonette danzatrice della prateria, regia di Giovanni Pezzinga (1920)
- Sansone e i rettili umani, regia di Amedeo Mustacchi (1920)
- Sansonette e i quattro arlecchini, regia di Giovanni Pezzinga (1920)
- Sansone l'acrobata del Kolossal, regia di Adriano Giovannetti (1920)
- Il ponte dei Sospiri, regia di Domenico Gaido (1921)
- Il ritorno d'Ulisse (Die Heimkehr des Odysseus), regia di Max Obal (1922)
- Mister Radio, regia di Nunzio Malasomma (1924)
- La maschera dall'occhio di vetro (Rinaldo Rinaldini), regia di Max Obal (1927)
- Il globo infuocato (Der Unüberwindliche), regia di Max Obal (1928)
- Arsenale (Arsenal), regia di Aleksandr Dovzhenko (1929)
- Tempo! Tempo!, regia di Max Obal (1929)

Film sonori
- Hanno pignorato mia moglie (Es geht um alles), regia di Max Nosseck (1932)

### Regista
- L'abisso della morte (Die Schlucht des Todes), co-regia con Albert-Francis Bertoni (1923)